# 除塵器

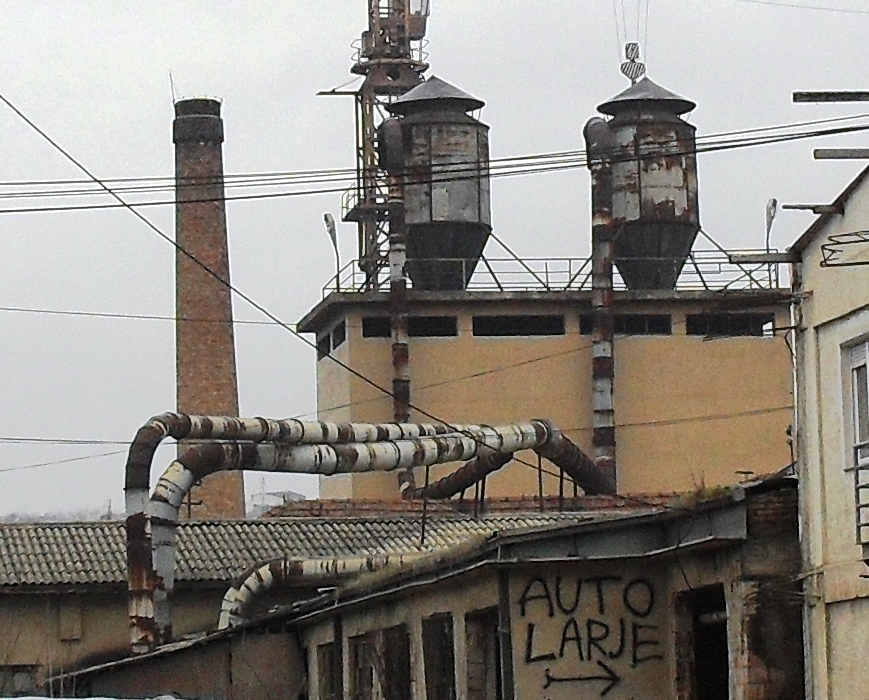
位於科索沃普里什蒂纳某屋顶上的两个除尘器

除尘器是一种吸收空气或气体中的灰尘和其他杂质的系统，它主要用來清潔工业生產中所排放的空气。集除塵器系统由鼓风机、粉尘过滤器、过滤器清洁系统和集尘器或除尘系统组成。它有别于空气净化器，后者使用一次性的过滤器来清除灰尘。除尘器由吕贝克人威廉·贝丝發明。1921年他申请了专利。